# (1056) Azalea
(1056) Azalea es un asteroide que forma parte del cinturón de asteroides y fue descubierto por Karl Wilhelm Reinmuth el 31 de enero de 1924 desde el observatorio de Heidelberg-Königstuhl, Alemania.

## Designación y nombre
Azalea recibió al principio la designación de 1924 QD.
Posteriormente se nombró por las azaleas, unas plantas de la familia de las ericáceas.

## Características orbitales
Azalea está situado a una distancia media de 2,23 ua del Sol, pudiendo acercarse hasta 1,832 ua y alejarse hasta 2,628 ua. Tiene una excentricidad de 0,1785 y una inclinación orbital de 5,427°. Emplea en completar una órbita alrededor del Sol 1216 días.
Azalea forma parte de la familia asteroidal de Flora.